# Terex

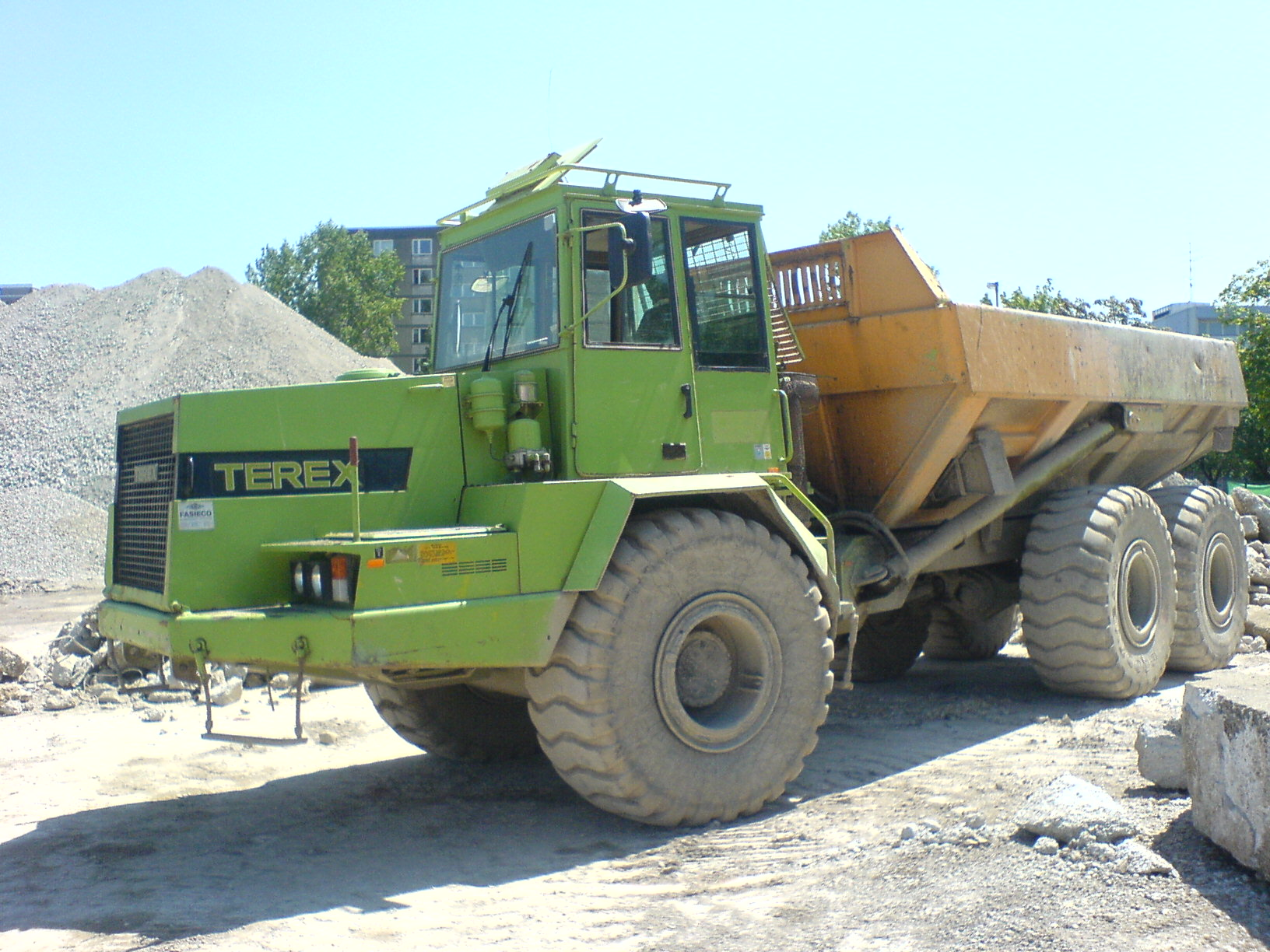
Terex 2566 B

Terex este o companie producătoare de utilaje de construcții din Statele Unite ale Americii. Corporația este al treilea cel mai mare producător mondial de echipamente de construcții, cu o cifră de afaceri anuală de peste 5 miliarde de dolari.
Produsele Terex sunt fabricate în 50 de uzine în America de Nord, Europa, Asia și Australia și sunt comercializate prin intermediul unei rețele de dealeri în peste 100 de țări.